# براتاکاس
براتاکاس (به انگلیسی: Brataccas) یک بازی ویدئویی منتشر شده توسط شرکت «سایگنوسیس» است که در سال ۱۹۸۶ و برای رایانه‌های آمیگا، آتاری اس تی و مکینتاش عرضه گردید. سبک این بازی اکشن-ماجراجویی با تم علمی–تخیلی می‌باشد که المنت‌های نقش آفرینی نیز در آن وجود دارد. در مورد این بازی باور بر این است که این محصول، بازمانده پروژه بی سرانجام و پرسروصدای Bandersnatch می‌باشد.

## داستان
قهرمان بازی یک مهندس به نام «کاین» است که موفق به تولید تکنولوژی تبدیل انسان‌های معمولی به انسان‌های برتر شده، در همان حال دولتمردان از او می‌خواهند که از این تکنولوژی در راه ساخت سربازان برتر استفاده نماید، ولی کاین همکاری در این زمینه را رد می‌کند. دولتمردان او را به خیانت متهم و وانمود می‌کنند که او قصد فروش این تکنولوژی به گروه‌های غیرقانونی و زیرزمینی را دارد. در همان زمان دولتمردان به‌طور مخفی اقدام به تهیه جایزه برای کسی می‌کنند که «مهندس کاین» را به آن‌ها تحویل دهد. در نهایت کاین مجبور به فرار از سیاره زمین می‌شود.
در حین فرار از زمین، کاین متوجه می‌شود مدارک مورد نیاز او برای پاک کردن نامش از مظان اتهام، در سیارک دوردستی به نام Brataccas قرار دارد. سیارک «براتاکاس» اولین سیارک شبیه‌سازی شده‌است که دارای معادن متروکه و حال و هوای «غرب وحشی» می‌باشد. کاین باید مدارک بی گناهی خویش را در این سیارک و از ساکنان آن به دست آورد.

## گیم پلی

اسکرین شات از گیم‌پلی بازی

دنیای بازی براتاکاس از یک سری اتاق تشکیل شده که شخصیت اصلی بازی در میان آن‌ها حرکت می‌کند، نمای این اتاق‌ها از کنار می‌باشد. حرکت در این اتاق‌ها به صورت افقی است، تعدادی آسانسور در بازی وجود دارند که بازیباز توسط آن‌ها می‌تواند در بین طبقات جابجا شود. درب‌های مختلف و اتاقک‌های تله پورت نیز می‌توانند قهرمان بازی را به نقاط مختلف از اتاق‌ها بفرستند. البته تعداد محدودی محیط نیز در بازی وجود دارند که بیرون از محیط‌های مسقف هستند که با همان روش به نمایش در می‌آیند. با توجه به اندازه بزرگ شخصیت‌های بازی، اندازه اتاق‌ها به نسبت آن‌ها کوچک به نظر می‌رسند و با حضور چند کاراکتر، اتاق‌ها کاملاً پر می‌شوند.
بازیباز مقداری محدودیت در تعامل با محیط بازی دارد، از جمله توانایی‌های او حرکت، برداشتن یا انداختن اجسام یا صحبت با شخصیت‌های داخل بازی است. این شخصیت‌های غیرقابل بازی، توسط هوش مصنوعی رایانه هدایت می‌شوند و هرکدام کار مخصوص به خود را انجام داده و حتی گاهی با یکدیگر درگیر نیز می‌شوند. درگیری افراد در این بازی توسط شمشیر انجام می‌شود.
ارتباط و صحبت بین کاراکترها مشابه کتاب‌های کمیک از طریق حباب‌های مخصوص گفتگو انجام می‌شود. شخصیت اصلی بازی فقط به گفته‌های دیگران واکنش نشان می‌دهد، این واکنش با پدیدار شدن منوی مربوطه انجام می‌پذیرد. حباب‌های گفتگوی شخصیت‌ها حالت مناسبی نداشته و در هنگام صحبت هم‌زمان با هم، امکان دارد با هم تداخل پیدا کرده و متن آن‌ها ناخوانا شوند.
سیستم کنترل بازی یکی از ابتدایی‌ترین رابط‌های کاربری بر مبنای تشخیص حرکت کاربر است. حرکت ماوس به یک سمت، باعث حرکت قهرمان بازی به همان سمت می‌شود و اگر حرکت ماوس به سرعت انجام شود، قهرمان بازی به آن سمت می‌دود. با این حال مشکل وقفه‌های زمانی و دقت عمل آن، گاهی اوقات باعث غیرقابل کنترل شدن بازی می‌شود. منتقد مجله «آنتیک» در این رابطه می‌نویسد: «کنترل کاین خوب و قابل اعتماد است... اما در موقعیت‌های حساس و خطرناک تقریباً غیرممکن می‌شود»
تعامل بین شخصیت اصلی بازی و اجسام، محدود به برداشتن یا انداختن آن‌ها می‌شود. این حالت برای شخصیت‌های غیرقابل بازی نیز مصداق دارد و آن‌ها هم می‌توانند با اجسام این تعامل را برقرار کنند. برای مثال برای خریدن اطلاعات از یک شخص، بازیباز باید پول را به زمین بیندازد. یکی از مشکلات عجیب گیم پلی این بازی این است که اگر «کاین» از یک طبقه به طبقه پایین‌تر بیفتد، ممکن است تمام وسایلی را نیز که برداشته‌است، از دست داده و آن‌ها بر روی زمین بیفتند. در این حالت اگر شخص دیگری آن جا باشد، می‌تواند آن‌ها را بردارد.

## تاریخچه
منشاء پیدایش براتاکاس، محصولی به نام Bandersnatch بود که قرار بود توسط شرکت «ایمیجین سافت ویر» و تحت پروژه‌ای با نام «مگاگیمز» ساخته و عرضه شود. Bandersnatch قرار بود برای رایانه ۸-بیتی زد اکس اسپکتروم ساخته شود و برای اولین بار در بازار بازی‌های رایانه‌ای با قیمتی غیر متعارف عرضه گردد. قیمت معمول بازی‌های رایانه‌ای در آن زمان ۵٫۹۵ الی ۱۱٫۹۵ پوند بود، اما قرار بود بازی Bandersnatch با قیمت ۳۹٫۹۵ پوند عرضه شود. همچنین اعلام شد که این بازی احتمالاً احتیاج به یک کارتریج برای اجرا خواهد داشت. Bandersnatch حتی به مرحله تبلیغات در سطح رسانه‌های مربوط به رایانه آن زمان (۱۹۸۴) هم رسید. با این حال قبل از به سرانجام رسیدن پروژه مگاگیمز، شرکت «ایمیجین سافت ویر» به دلیل سوءمدیریت دچار بحران شدید مالی گردید و به ناگاه دچار ورشکستگی گردید. این ماجرا در مستندی از شبکه بی‌بی‌سی و با نام Commercial Breaks نیز به تصویر کشیده شده‌است.
یک شرکت جدید به نام «فینچ اسپید» حقوق مربوط به بازی Bandersnatch را به دست آورده و سپس آن را به شرکت تحقیقاتی سینکلر فروخت. قبل از ورشکستگی شرکت Finchspeed یک نسخه کامل از این بازی برای رایانه «سینکلر کیوال» منتشر شد. «دیو لاوسون» و «یان هیترینگتون» دو تن از کارکنان بازی Bandersnatch، اقدام به تأسیس شرکت «سایگنوسیس» نمودند و این بازی را به صورت کامل و نام جدید Brataccas، برای رایانه‌های آتاری اس تی، آمیگا و مکینتاش عرضه کردند.

## بازتاب‌ها
بازی براتاکاس ابتدا و در اصل برای رایانه خانگی «سینکلر کیوال» منتشر شد، و در سال ۱۹۸۶ برای رایانه‌های مبتنی بر پردازنده موتورولا ۶۸۰۰۰ (آمیگا، آتاری اس تی و اپل مکینتاش) پورت گردید.
این بازی بازخوردهای مختلفی دریافت کرد. اکثر مخاطبان پیچیدگی‌های خاص و گرافیک جاه طلبانه آن را دوست داشتند. این بازی بر روی آمیگا و آتاری اس تی در رزولوشن ۶۴۰ × ۲۰۰ و ۴ رنگ اجرا می‌شد که در آن زمان یک رزولوشن با کیفیت و البته نادر به حساب می‌آمد. این بازی یکی از معدود بازی‌های موجود بر روی آتاری اس تی است که از رزولوشن بالای ۶۴۰ × ۴۰۰ به صورت سیاه و سفید پشتیبانی می‌کند و نیاز به یک نمایشگر خاص سیاه و سفید برای اجرا در این رزولوشن دارد (مدل SM 124 یا SM 144) و تنها بازی است که اجازه تعویض نمایشگر در حین انجام بازی را به کاربر می‌دهد. (جدا کردن اتصال تلویزیون یا نمایشگر در حین روشن بودن سیستم، به دلیل جلوگیری از آسیب دیدن سخت‌افزار باعث ریبوت شدن سیستم می‌شد)
همچنین این بازی به دلیل کنترل فوق‌العاده سخت خود مورد نقد قرار گرفته بود.